# Namche Bazar
Namche Bazar (नाम्चे बजार), parfois orthographiée Nemche Bazaar ou Namche Bazaar est une grande ville du Népal. Surnommée « Capitale des Sherpas » et située à 3 440 m d'altitude, c'est la dernière ville que les prétendants à l'Everest traversent avant d'accéder au premier camp de base.

## Histoire
Traditionnellement, Namche Bazar était un lieu de commerce local, un marché offrant du beurre et du fromage de lait de yak, ainsi que des produits agro-alimentaires cultivés en plus basse altitude. La ville est devenue une étape touristique depuis les années 1950 et l'ascension de l'Everest par Edmund Hillary.
En octobre 1985, l'ancien président américain Jimmy Carter a effectué une visite à Namche Bazar en compagnie de sa femme Rosalynn.

## Description
Namche est situé dans la municipalité rurale de Khumbu Pasanglhamu, dans le district de Solukhumbu, dans la province de Koshi, dans le nord-est du Népal.Namche Bazar est nichée sur les contreforts de l'Himalaya et bénéficie d'un panorama sur des sommets de plus de 8 000 mètres. Aucune route carrossable ne relie Namche au reste du Népal, on l'atteint après deux jours de marche de Lukla (petit aéroport qui relie Katmandou) ou sept jours de marche depuis Jiri, sur le parcours historique des expéditions himalayennes. Les pentes de la ville sont aménagées en terrasse afin de pouvoir construire les bâtiments ou pratiquer l'agriculture.
Les sherpas nomment la ville Nauche ou Nauje.
La ville propose 3 musées (dont le Sherpa Museum), 1 stūpa, 1 monastère, plusieurs cafés et magasins. En tant que capitale de la région du Khumbu, Namche Bazar compte également quelques bâtiments administratifs, un poste de police, un hôpital (Hillary hospital) et une banque. Les trekkeurs en route vers l'Everest effectuent généralement leur première étape d'acclimatation à l'altitude à Namche Bazar. L'aéroport de Syangboche (en) se situe au-dessus du village, ne dispose pas de licence d'opération, et sa piste n'est pas bétonnée.

## Galerie

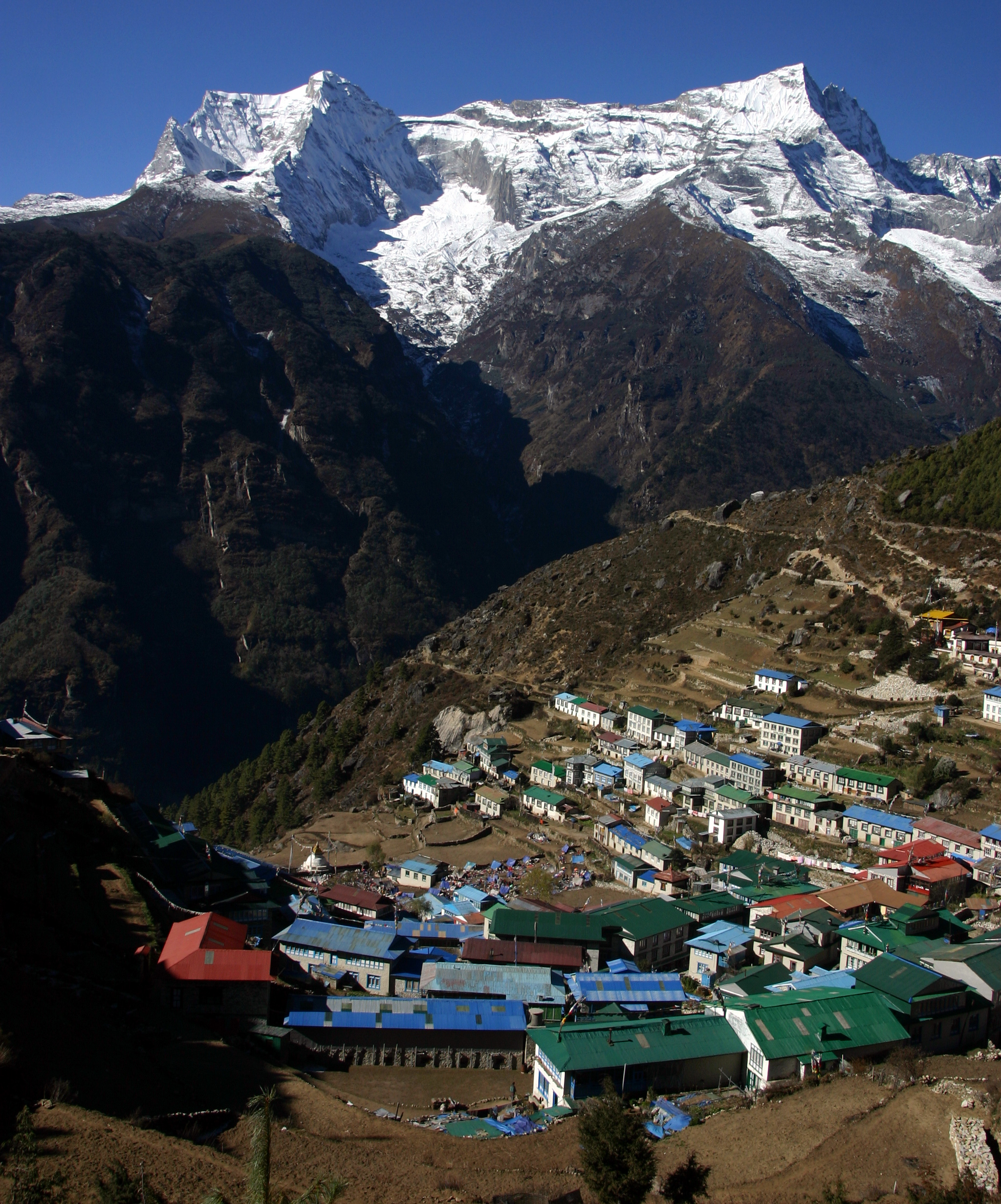
Namche Bazar.
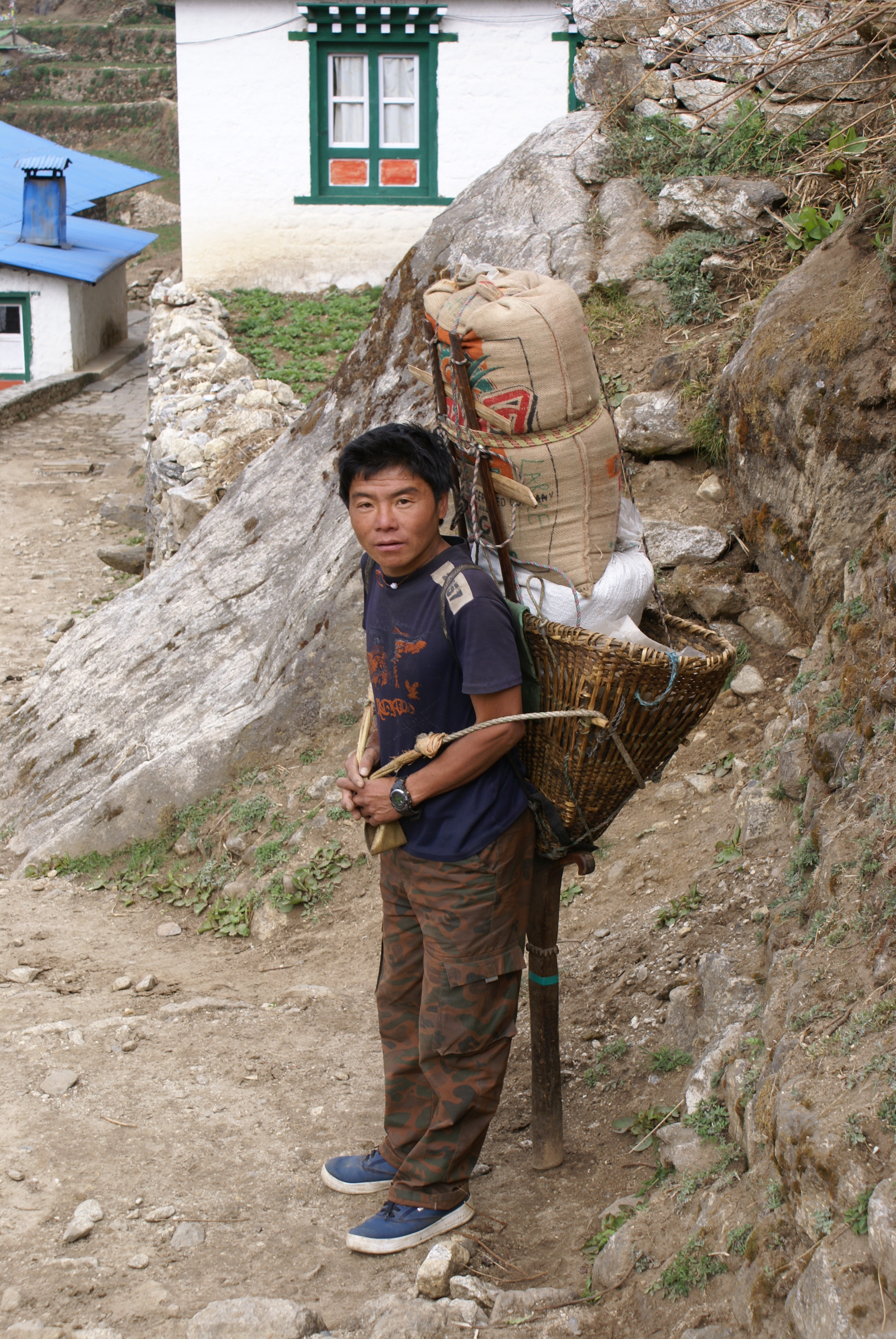
Sherpa à Namche Bazar.
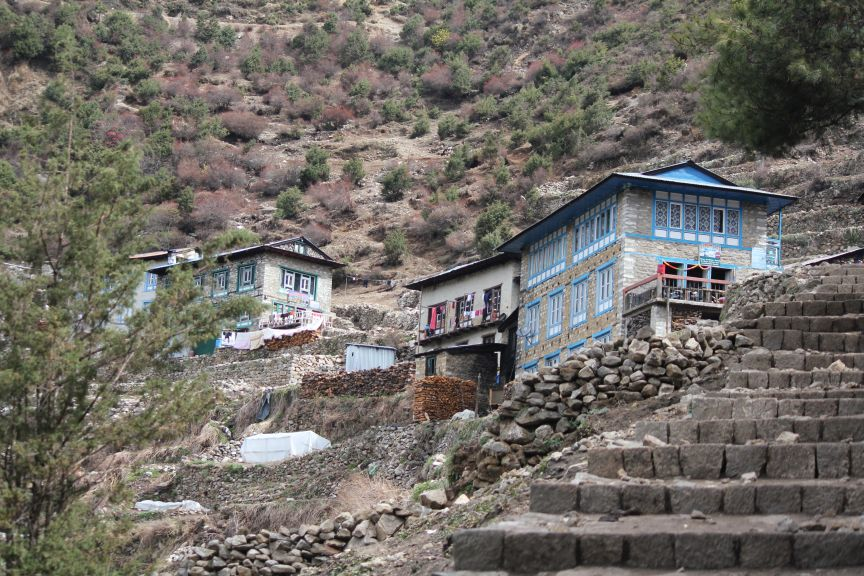
Arrivée à Namche Bazar.
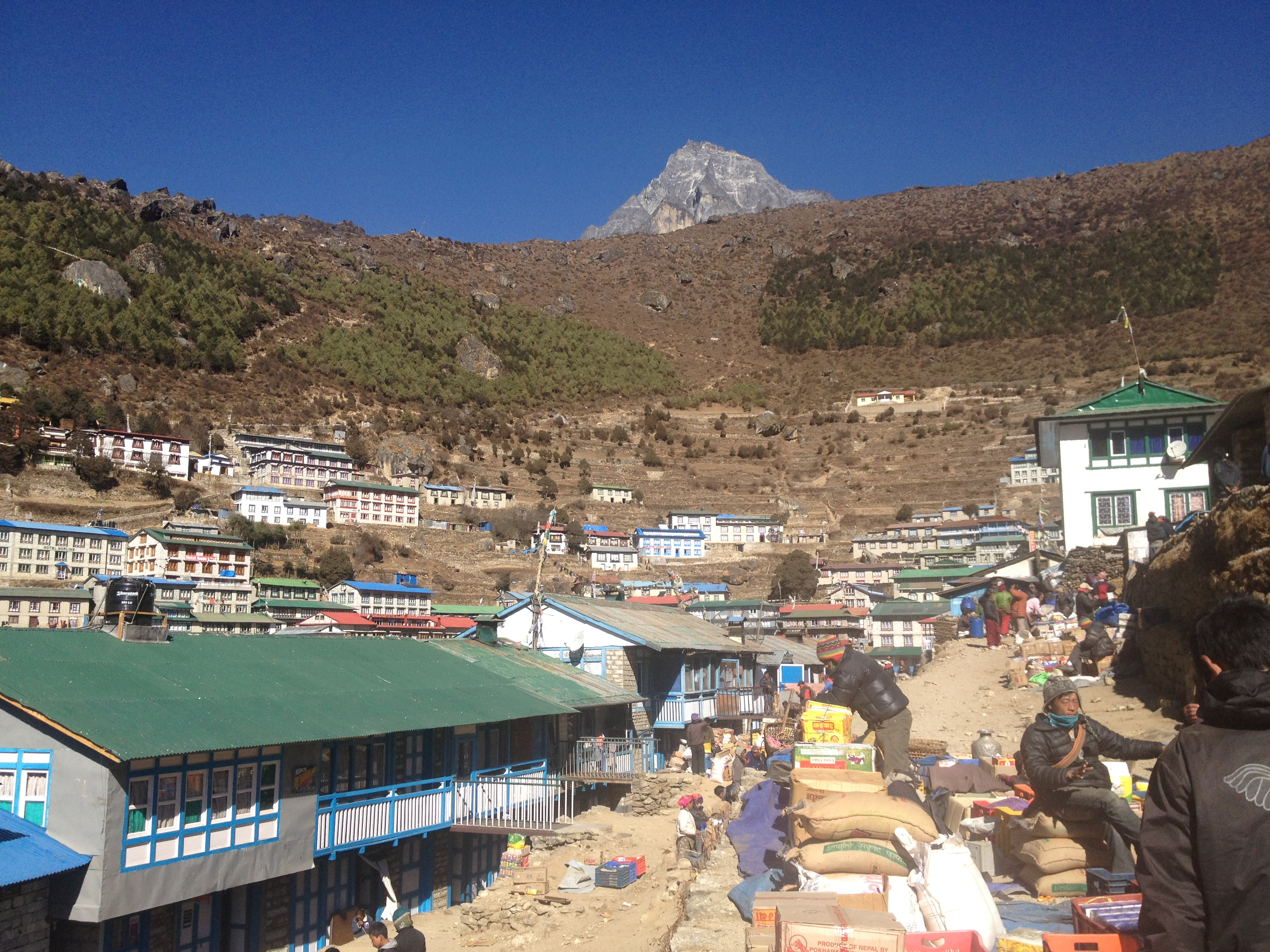
Rues de la ville.
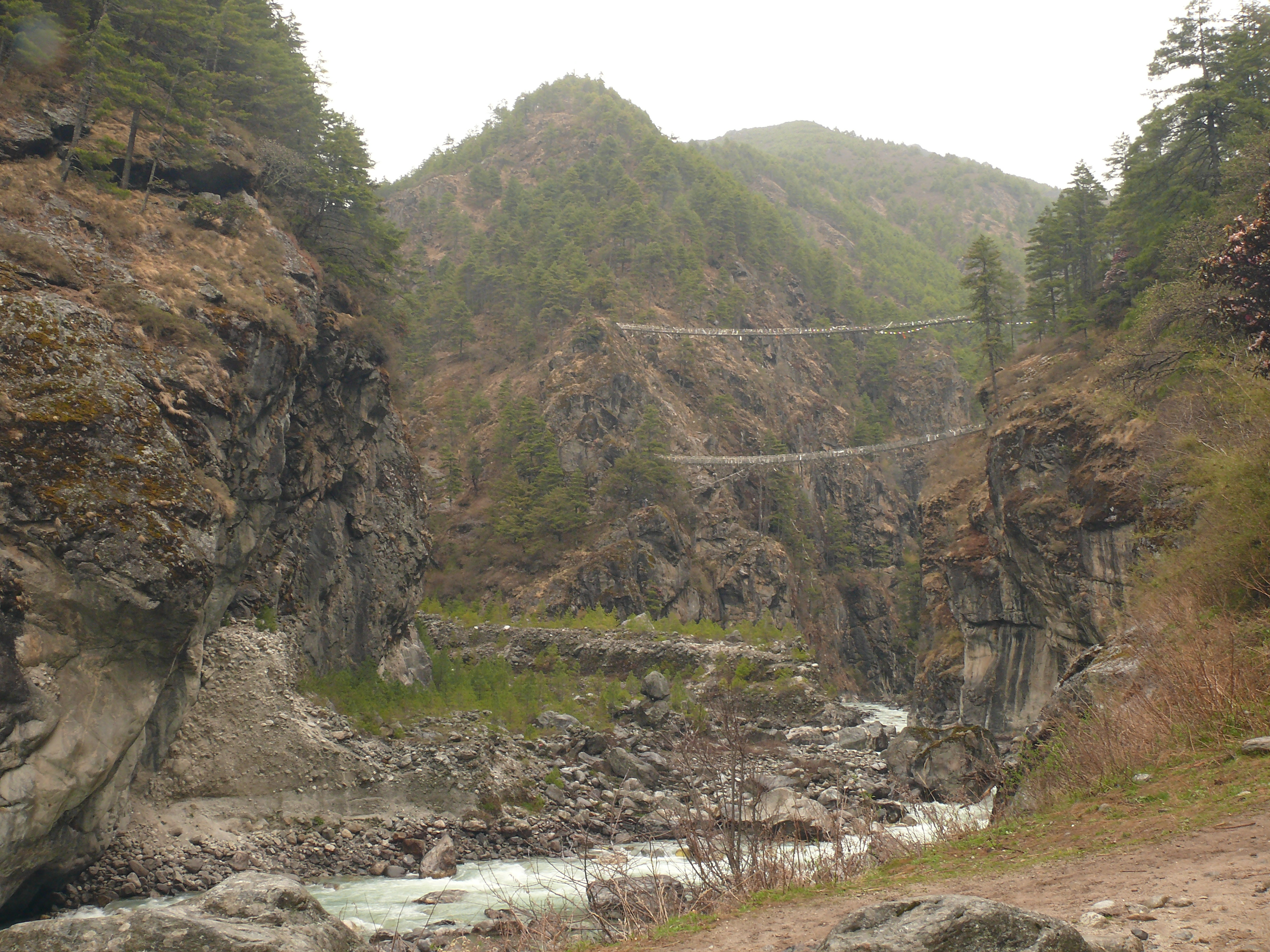
Ponts jumeaux sur la route de Namche.
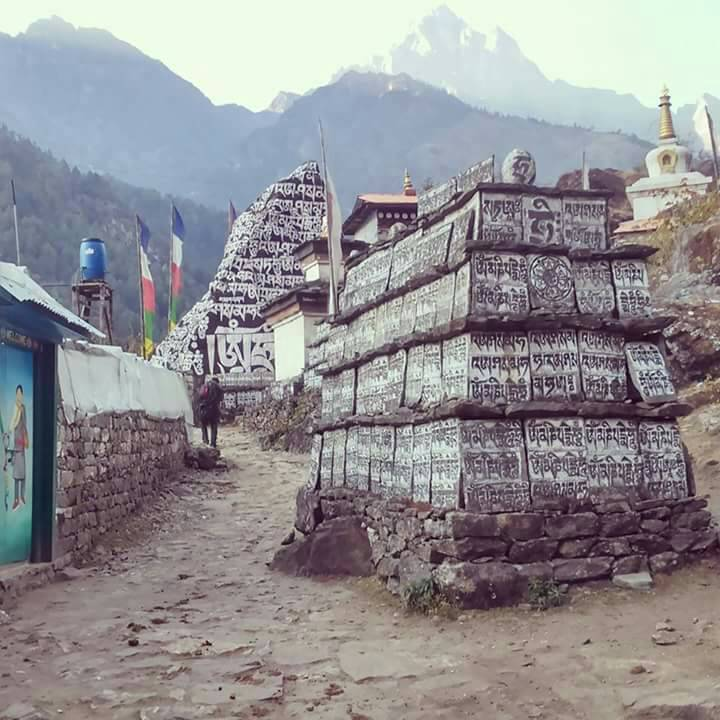
Gravures sur pierre.
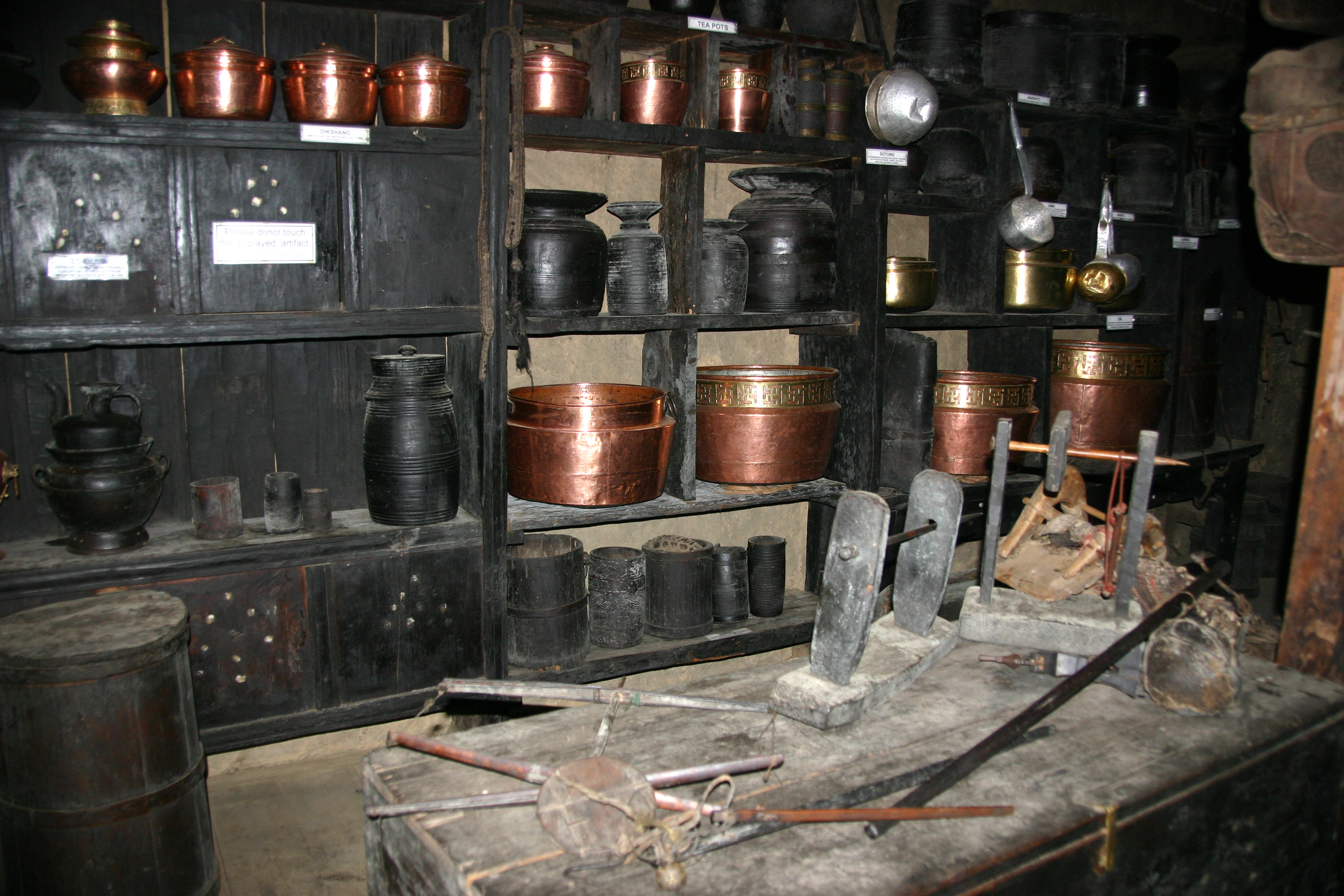
Au musée.
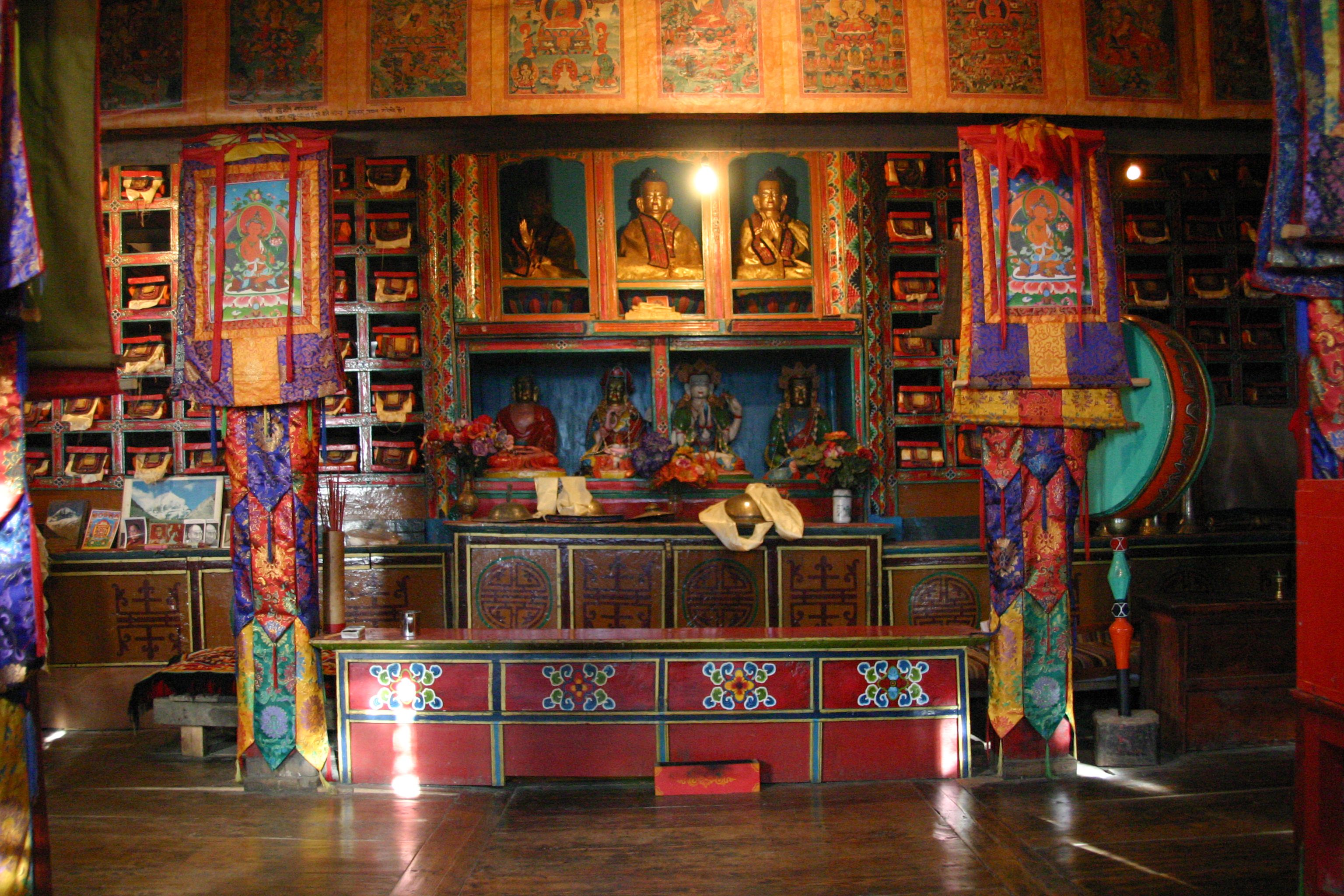
Au gompa.